# جزيرة غيديه
جزيرة غيديه وهي جزيرة من جزر إندونيسيا، وتقع في إقليم جاوة الوسطى.